# Non ho l'età

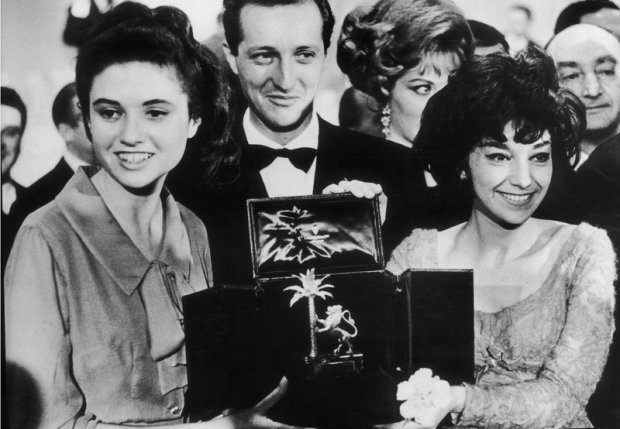
Gigliola Cinquetti (till vänster) efter att "Non ho l'età" vunnit vid San Remo-festivalen.

Non ho l'età är en sång som skrevs av Mario Panzeri (text) och Nicola Salerno (musik) och framfördes av Gigliola Cinquetti då bidraget vann Eurovision Song Contest 1964 i Köpenhamn, Danmark.
"Non ho l'età" blev en stor kommersiell framgång för Gigliola Cinquetti, både i Italien, resten av Kontinentaleuropa, Skandinavien och övriga världen; och hon spelade också in låten på engelska som "This is My Prayer", på spanska som "No Tengo Edad", på franska som "Je suis à toi", på tyska som "Luna nel blu" och japanska som ("Yumemiru Omoi") och låten har också spelats in av flera andra artister, på olika språk.

## Listplaceringar
| Lista (1964)   | Placering        |
| -------------- | ---------------- |
| Belgien        | 1                |
| Danmark        | 1 (DR "Top 20")  |
| Finland        | 3                |
| Frankrike      | 1                |
| Irland         | 4                |
| Nederländerna  | 2                |
| Norge          | 3                |
| Storbritannien | 17               |
| Sverige        | 8 (Kvällstoppen) |
| Västtyskland   | 3                |

### Fotnoter
1. ↑  Thorsson, Leif. Melodifestivalen Genom Tiderna. Premium Publishing, Sweden. 1999 ISBN 91-89136-00-4
2. ↑  Rateyourmusic.com, Gigliola Cinquetti, discography entry Arkiverad 9 januari 2016 hämtat från the Wayback Machine.
3. ↑  ”Listplacering”. https://www.ultratop.be/nl/song/359f/Gigliola-Cinquetti-Non-ho-l'eta. Läst 10 maj 2021.
4. ↑  ”Listplacering”. Arkiverad från originalet den 15 mars 2016. https://web.archive.org/web/20160315091745/http://danskehitlister.dk/?hitlist_id=12&y=1964&hitlist_item_id=1043. Läst 10 maj 2021.
5. ↑  ”Listplacering”. http://suomenlistalevyt.blogspot.com/2015/08/chu-coa.html. Läst 10 maj 2021.
6. ↑  ”Listplacering”. http://www.infodisc.fr/Tubes_Artistes_C.php. Läst 10 maj 2021.
7. ↑  ”Listplacering”. http://irishcharts.ie/search/placement?page=1&search_type=title&placement=No+Ho+L%27eta. Läst 10 maj 2021.
8. ↑  ”Listplacering”. http://dutchcharts.nl/showitem.asp?interpret=Gigliola+Cinquetti&titel=Non+ho+l%27et%E0&cat=s. Läst 28 april 2011.
9. ↑  ”Listplacering”. http://norwegiancharts.com/showitem.asp?interpret=Gigliola+Cinquetti&titel=Non+ho+l%27et%E0&cat=s. Läst 28 april 2011.
10. ↑  ”Gigliola Cinquetti Chart History” (på engelska). The Official UK Charts Company. https://www.officialcharts.com/artist/11093/gigliola-cinquetti/. Läst 10 maj 2021.
11. ↑  Hallberg, Eric (1993). Kvällstoppen i P3 (1:a uppl.). ISBN 91-630-2140-4
12. ↑  ”Charts Surfer”. http://www.charts-surfer.de/. Läst 10 maj 2021.